# Shine (Natália Kelly)
Shine is een single van de Oostenrijkse zangeres Natália Kelly. Het was de Oostenrijkse inzending voor het Eurovisiesongfestival 2013 in Malmö te Zweden. Het nummer was als eerste aan de beurt in de halve finale op 14 mei en hierdoor het allereerste nummer dat gezongen werd op het festival in 2013. Kelly schopte het niet tot de finale. Het nummer is geschreven door Andreas Grass, Nikola Paryla, Alexander Kahr, Natália Kelly.

## Tracklist
Download
1. 'Shine' - 2:59
2. 'Shine (Edit)' – 3:00
3. 'Shine (Redio Remix)' – 3:58
4. 'Shine (SamV Club Remix)' – 5:24